# توماس باتلر (سياسي)
توماس باتلر (بالإنجليزية: Thomas Butler)‏ هو محامي وقاضي وسياسي أمريكي، ولد في 14 أبريل 1785 في الولايات المتحدة، وتوفي في 7 أغسطس 1847 في نفس البلد. انتخب عضو مجلس النواب الأمريكي.